# Edmond Bour
Pour les articles homonymes, voir Bour.
Jacques Edmond Émile Bour est un mécanicien et mathématicien français du XIXe siècle. Il mit au point la formule de Bour.

## Biographie
Il est élève de l’École polytechnique et en sort major en 1852. Il est ensuite enseignant à l’École des mines de Saint-Étienne puis répétiteur et ensuite professeur de mécanique à l’École polytechnique. En 1858 il obtient le grand prix de mathématiques de l’Académie des sciences pour son mémoire sur « L’intégration des équations aux dérivées partielles des premier et deuxième degrés ».
Il meurt à 34 ans à l'hôpital militaire du Val-de-Grâce des suites d'une maladie contractée durant ses voyages (entre autres en Algérie pour l'observation de l'éclipse du 18 juillet 1860 et en Asie mineure pour des recherches métallurgiques). Son travail porte en majorité sur la déformation des surfaces.

## Publications
- Thèses présentées à la Faculté des sciences de Paris, pour obtenir le grade de docteur ès sciences : Thèse de mécanique céleste : Mémoire sur le problème des trois corps. Thése d'astronomie : Sur l'attraction qu'exercerait une planète, si l'on supposait sa masse répartie sur chaque élément de son orbite proportionnellement au temps employé à le parcourir, Paris, Mallet-Bachelier imprimeur-libraire, 1855 (lire en ligne)
- « Mémoire sur l'intégration des équations différentielles de la mécanique analytique », Mémoires présentés par divers savans à l'Académie royale des sciences de l'Institut de France, et imprimés par son ordre, t. 14,‎ 1856, p. 792 (lire en ligne)
- Cours de mécanique et machines, professé à l'École polytechnique. Deuxième fascicule : statique, Paris, Gauthier-Villars imprimeur, libraire, 1865, 319 p. (lire en ligne)
- Cours de mécanique et machines, professé à l'École polytechnique. Premier fascicule : cinématique, Paris, Gauthier-Villars imprimeur, libraire, 1868 (lire en ligne)
- Cours de mécanique et machines, professé à l'École polytechnique. Troisième fascicule : dynamique et hydraulique, Paris, Gauthier-Villars imprimeur, libraire, 1874, 396 p. (lire en ligne)
- Cours de mécanique et machines, professé à l'École polytechnique : Cinématique. Atlas de 30 planches, contenant 275 figures, Paris, Gauthier-Villars imprimeur, libraire, 1865 (lire en ligne)
- Cours de mécanique et machines, professé à l'École polytechnique : Statique et travail des forces dans les machines à l'état de mouvement uniforme. Atlas de 8 planches, contenant 106 figures, Paris, Gauthier-Villars imprimeur, libraire, 1868 (lire en ligne)
- Lettres choisies d'Edmond Bour à sa famille (1848-1866)  (préf. Joseph Bertin et Charles Godard), Gray, Imprimerie et lithographie de Gilbert Roux, 1905 (lire en ligne)

### Collections publiques
- Gray (Haute-Saône), musée Baron-Martin :
  - Le cavalier maure, 1852, lavis et gouache, 45 x 35 cm ;
  - Le cavalier andalou, 1852, lavis et gouache, 45 x 35 cm.